# James Haygood
James Haygood (auch Jim Haygood) ist ein US-amerikanischer Filmeditor.

## Leben
Haygood arbeitet seit Ende der 1990er Jahre in der Filmbranche. Er begann Mitte der 1980er Jahre mit dem Filmschnitt, als er mit dem Regisseur David Fincher an zahlreichen Musikvideos arbeitete, einschließlich Madonnas Vogue und von den Rolling Stones Love Is Strong. Die Partnerschaft mit Fincher führte anschließend zu mehreren Kinospielfilmen, wie Fight Club (1999) oder Panic Room (2002).

## Filmografie
- 1997: The Game
- 1999: Fight Club
- 2002: Panic Room
- 2005: Unscripted (Fernsehserie, 5 Folgen)
- 2006: Alibi – Ihr kleines schmutziges Geheimnis ist bei uns sicher (The Alibi)
- 2006: Astronaut Farmer (The Astronaut Farmer)
- 2009: Wo die wilden Kerle wohnen (Where the Wild Things Are)
- 2010: Tron: Legacy
- 2013: Lone Ranger